# تیم ملی فوتبال گواتمالا
تیم ملی فوتبال گواتمالا نمایندهٔ کشور گواتمالا در مسابقات بین‌المللی است که زیر نظر فدراسیون فوتبال گواتمالا فعالیت می‌کند.
اولین بازی رسمی این تیم در تاریخ ۱۴ سپتامبر ۱۹۲۱ میلادی در برابر تیم ملی فوتبال هندوراس برگزار شده‌است.